# 野村あきこ
野村 あきこ（のむら あきこ、2月28日 - ）は、日本の漫画家。神奈川県出身。血液型はA型。
1990年、「90's Dandy」で第11回なかよし新人まんが賞佳作を受賞。同作で『なかよしデラックス』（講談社）1991年初夏の号にてデビュー。
『なかよし』（同）を主な執筆の場としていた。『倫敦館夜想曲』を最後に漫画家を引退し、ファンサイトにて引退宣言を行っている。

## 作品リスト

### 連載
- 空よりもたかく（『るんるん』1993年5月号 - 1994年1月号）
- フォーチューン・サーガ（『るんるん』1994年7月号 - 1995年1月号）
- やまとなでしこ同盟（『なかよし』1995年6月号 - 10月号）
- プライベートアイズ（『なかよし』1995年12月号 - 1996年11月号）
- 神様のこどもたち（『なかよし』）
- すてきにディッシュアップ!（『なかよし』1997年3月号 - 8月号）
- JOKER（『なかよし』1997年12月号 - 1998年11月号）
- 倫敦館夜想曲（『Amie』1997年10月号 - 1999年初夏号、『なかよしふゆやすみランド』2000年） - 年1掲載。

### 読切
- 90's Dandy（『なかよしデラックス』1991年初夏の号）
- 100万ドルより愛してる（『なかよしデラックス』1991年夏の号）
- あなたとハレルヤ!（『なかよしデラックス』1991年初冬の号）
- 恋の時計はとまらない（『なかよしデラックス』1992年お正月号）
- あの夏の君の色（『なかよしデラックス』1992年秋の号）
- リング・リング・ロマンス
- サンタにあったよ
- ガールズ・ブラボー!

## 書誌情報
リンクがあるものはそれを参照。

### KCるんるん
- 空よりもたかく（1995年4月、ISBN 4-06-322815-0、全1巻）
  - 併録「リング・リング・ロマンス」「サンタにあったよ」
- フォーチューン・サーガ（1997年3月、ISBN 4-06-322828-2、全1巻）
  - 併録「ガールズ・ブラボー!」「あの夏の君の色」

### KCなかよし
- やまとなでしこ同盟（1996年刊、全1巻）
- プライベートアイズ（1996年 - 1997年刊、全3巻）
- 神様のこどもたち（1997年刊、全1巻）
  - 併録「あなたとハレルヤ!」
- すてきにディッシュアップ!（1997年刊、全1巻）
- JOKER（1998年刊、全2巻）
- 倫敦館夜想曲（2000年刊、全1巻）